# Martin Fotherby

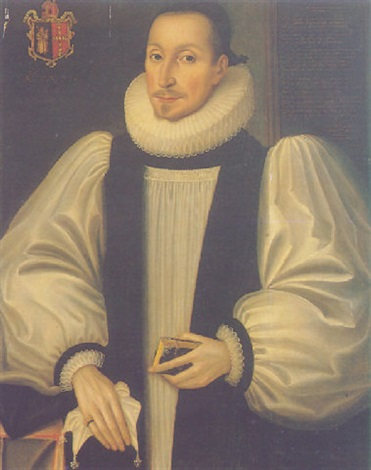
Martin Fotherby, Bispo de Salisbury

Martin Fotherby (c. 1560–1620) foi um clérigo inglês que se tornou bispo de Salisbury.

## Vida
Ele nasceu em Grimsby e estudou na Universidade de Cambridge, onde se tornou Fellow do Trinity College.
Ele foi reitor de St Mary-le-Bow e, em 1596, um prebendário da Catedral de Canterbury. Ele tornou-se bispo de Salisbury em 1618 e morreu em Londres em 11 de março de 1620, tendo sido enterrado dois dias depois em All Hallows, Lombard Street. O seu irmão Charles Fotherby foi arquidiácono de Canterbury (1595–1615) e decano de Canterbury (1615–1619).